# 콤볼린
콤볼린(영어: Combolin) 또는 콤비타(combuitar)는 스코틀랜드의 2인조 포크 그룹인 더 코리스가 자체 제작하여 사용한 현악기이다. 어원은 콤비네이션+만돌린(Combination+Mandolin)이다. 로이 윌리엄슨의 콤볼린과 로니 브라운의 콤볼린 두 가지가 있고, 모양은 조금씩 다르다. 1970년도에 더 코리스가 내놓은 앨범 <Strings and Things>는 이 새로운 악기를 소개하는 앨범으로, 전체 10곡 중 4곡이 콤볼린으로 반주되었다. 로이 윌리엄슨은 목공예를 아주 잘 했으며, 콤볼린 제작 이전에도 현을 28줄로 늘린 28현 기타(28-string Guitar)나 치터와 기타를 결합한 치터 기타를 제작하여 사용하였다. 이 악기들은 콤볼린 제작 이전에 나온 앨범인 <Bonnet, Belt and Sword>(1967)나 <Kishmul's Galley>(1968)에서 이미 사용되었다. 콤볼린은 1969년 여름철에 제작되었는데, 로이 윌리엄슨의 것과 로니 브라운의 것을 다르게 만들었다. <Strings and Things> 앨범의 크레디트(Credits)에 따르면 콤볼린의 구조는 다음과 같다. 로이 윌리엄슨의 콤볼린은 기타와 스페인 악기 반두리아를 결합하고, 지판 한쪽에는 인도 악기 시타르의 줄감개를 배치하였다. 로니 브라운의 콤볼린은 기타와 만돌린을 결합한 다음 베이스 현을 덧붙이고, 아래위로 움직일 수 있는 슬라이드를 달았다. 콤볼린을 연주할 때는 로니 브라운이 왼쪽(객석에서 볼 때), 로이 윌리엄슨이 오른쪽에 앉는 것이 보통이었다. 1990년 로이 윌리엄슨이 사망한 뒤로, 콤볼린 두 대 모두 더 코리스와 오랫동안 함께 했던 악기 전문가 데이비드 신튼에게 넘어갔고, 현재는 신튼이 가지고 있다.